# Отчаянные домохозяйки (музыка сериала)
«Отчаянные домохозяйки» (англ. Desperate Housewives) — американская телевизионная драма, повествующая о жизни четырёх подруг из фешенебельного пригорода. За 7 лет съёмок сериала был выпущен один официальный саундтрек, а во многих эпизодах сериала было использовано несколько популярных песен современных и ретро-исполнителей.

## Официальный саундтрек
Альбом под названием «Music From & Inspired By Desperate Housewives» был выпущен в 2005 году компанией Hollywood Records. Мировой дистрибьютор — компания Universal Music. Как следует из названия, многие песни не звучали в самом сериале, но были написаны под впечатлением от него. Кроме того, в альбом попало несколько диалогов в исполнении главных героинь.
1. Мэри Элис (0:48)
2. «God Bless The American Housewife» в исполнении SheDaisy (3:43)
3. Иди (0:04)
4. «Shoes» в исполнении Шенайи Твейн (3:55)
5. «Band Of Gold» в исполнении Энны Налик (3:11)
6. Линетт (0:13)
7. «Mothers Little Helper» в исполнении Liz Phair (3:02)
8. «Mrs. Robinson» в исполнении Indigo Girls (3:46)
9. «Harper Valley PTA» в исполнении Martina McBride (3:26)
10. Бри (0:06)
11. «Were Running Out Of Time» в исполнении Лиэнн Раймс (4:07)
12. «Treat Me Right (Im Yours For Life)» в исполнении Joss Stone (4:01)
13. «Ones On The Way» в исполнении Сары Эванс (3:22)
14. Габриэль (0:04)
15. «Boom Boom» в исполнении Мэйси Грэй (2:40)
16. «Young Hearts Run Free» в исполнении Глории Эстефан (3:45)
17. Сьюзан (0:06)
18. «Damsel In Distress» в исполнении Индины Мензель (3:08)
19. «Dreams Of The Everyday Housewife» в исполнении Kd Lang (3:53)
20. Мэри Элис (0:12)
21. «Desperate Housewives Theme / Wisteria Lane Song», композитор — Дэнни Эльфман (2:22)

### God Bless The American Housewife
Специально для сериала была написана песня «God Bless The American Housewife», которую исполнила девичья кантри-группа Shedaisy из США. Песня появляется на официальном саундтреке сериала, а также в альбомах группы «Fortuneteller’s Melody» (2006) и «The Best of SHeDAISY» (2008).
Также был снят видеоклип, в котором солистки играют роли главных героинь, воспроизводя сцены из сериала, а текст песни отражает основные события первого сезона и второго сезонов. Режиссёр клипа — Маркус Рабой (англ. Marcus Raboy).
Для канадского издания официального саундтрека группой SheDaisy была записана изменённая версия песни под названием «God Bless The Canadian Housewife». В том же 2005 году песня была издана в Канаде отдельным синглом, который шёл бонусом к основному саундтреку. Песня попал в национальный чарт «Top 20». Песня была издана в канадской версии альбома «Fortuneteller’s Melody».

### Wisteria Lane Song
Последний трек в альбоме, главную тему сериала «Desperate Housewives Theme», которую написал знаменитый композитор Дэнни Эльфман. Также на диске имеется скрытый бонус-трек (англ. easter egg) — песня под названием «Wisteria Lane Song», которую исполнил и написал создатель сериала, Марк Черри (англ. Marc Cherry).

| Текст песни: Name a place, pick any little town — There will be a street or two where something’s going down. Where the mood is cheerier but eerier And something like Wisteria Lane! People smile but everyone’s on guard: More than just the grass is greener in the neighbour’s yard! Rich or poor or dreary or superior — It’s more or less Wisteria Lane! All those secrets no one ever knows! Tell one secret — watch it as it grows! Name a place, pick any little road — You may call it Maple Street or Main… Call it what you will — It’s Wisteria Lane! | Перевод: Назовите место, выберите любой маленький город — Вы обязательно найдёте улицу или две, где происходит что-то неладное. Где атмосфера весёлая, но жуткая, Вистерия-Лейн из таких улочек! Люди улыбаются, но в душе у них тревога: увы, дело не в том, что газон у соседей зеленей! Богач, бедняк, угрюм или успешен — всё это подходит по описанию к Вистерии-Лейн! Никто не знает об этих секретах! Расскажи один и наблюдай, как он распространяется! Назовите место, выберите любой маленький город — Назови как хочешь «Мэпл-Стрит» или Главная улица Или ещё как — Это всё есть на Вистерии-Лейн! |

## Музыка из эпизодов

### Сезон 1
| Эпизод                              | Песня                                          | Исполнитель                                | Сцена                                                       |
| ----------------------------------- | ---------------------------------------------- | ------------------------------------------ | ----------------------------------------------------------- |
| 1x01 Pilot                          | «Fade Into You»                                | Mazzy Star                                 | Подруги обсуждают измену Карла — флешбэк на поминках.       |
| 1x01 Pilot                          | «Waltz In C-Sharp Minor»                       | Фредерик Шопен                             | Ужин в доме Ван Де Кампов.                                  |
| 1x01 Pilot                          | «Let’s Get It On»                              | Марвин Гей                                 | Сьюзан приходит в дом Иди, пытаясь выяснить, с ней ли Майк. |
| 1x03 Pretty Little Picture          | «Waltz No. 10 In B Minor»                      | Фредерик Шопен                             | Звучит во время ужина у Бри.                                |
| 1x04 Who’s That Woman?              | «Do It (Let Me See You Shake)»                 | Bar-Kays                                   | Иди моет машину, желая привлечь Майка.                      |
| 1x07 Anything You Can Do            | «Rough & Ready»                                | Trace Adkins                               | Играет в кантри-баре.                                       |
| 1x07 Anything You Can Do            | «All Night Long»                               | Billy Burnette                             | Играет в кантри-баре.                                       |
| 1x07 Anything You Can Do            | «Fireball»                                     | Shawn Camp                                 | Играет в кантри-баре.                                       |
| 1x08 Guilty                         | «The 59th Street Bridge Song (Feelin' Groovy)» | Harpers Bizarre                            | Линетт видит Мери Элис и подумывает о самоубийстве.         |
| 1x09 Suspicious Minds               | «Isn’t She Lovely»                             | Стиви Уандер                               | Звучит во время показа мод.                                 |
| 1x10 Come Back To Me                | «Here I Am»                                    | Эл Грин                                    | Сьюзан подпевает песне перед тем, как появляется Майк.      |
| 1x11 Move On                        | «I’ve Never Been To Me»                        | Николетт Шеридан (из репертуара Charlene)  | Иди поёт на дне рождения Джули.                             |
| 1x11 Move On                        | «New York, New York»                           | Тери Хэтчер (из репертуара Френка Синатры) | Сьюзан, укоряя Карла, поёт на дне рождения Джули.           |
| 1x12 Every Day A Little Death       | «Water Lady»                                   | Ali Akbar Khan                             | Линетт пытается записаться на занятия йогой.                |
| 1x13 Your Fault                     | «Me Against The World»                         | Simple Plan                                | Звучит в квартире Джона.                                    |
| 1x13 Your Fault                     | «Do The Damn Thing»                            | Li’l Kim feat. Rupee                       | Сьюзан говорит, что не понимает, зачем на танцы пришёл Пол. |
| 1x13 Your Fault                     | «Dust In The Wind»                             | Kansas                                     | Пол и Сьюзан танцуют.                                       |
| 1x13 Your Fault                     | «Someone Like You»                             | Guy Fletcher и Rod Williams                | Звучит в кафе, когда Джордж подходит к Бри.                 |
| 1x14 Love Is In The Air             | «Bittersweet»                                  | Charlie Rouse                              | Играет во время ужина Тома и Линетт.                        |
| 1x15 Impossible                     | «Hear On The Radio (Radio Song)»               | The Surge Recording House                  | Бри приходит к Джону.                                       |
| 1x15 Impossible                     | «Reason Is Treason»                            | Kasabian                                   | Джули и Даниэль приходят на вечеринку.                      |
| 1x15 Impossible                     | «I Don’t Want to Know (If You Don’t Want Me)»  | The Donnas                                 | Звучит на вечеринке у бассейна.                             |
| 1x16 The Ladies Who Lunch           | «Caribbean Queen»                              | Billy Ocean                                | Иди и Сьюзан в баре.                                        |
| 1x17 There Won’t Be Trumpets        | «Ain’t Nobody Like You»                        | Dionzia Sutton                             | Звучит из наушников медсестры Хэйзел.                       |
| 1x17 There Won’t Be Trumpets        | «Set It Off»                                   | Young Gunz                                 | Играет в машине Эндрю.                                      |
| 1x17 There Won’t Be Trumpets        | «Ave Maria»                                    | Franz Schubert                             | Исполняют на похоронной процессии.                          |
| 1x21 Sunday In The Park With George | «No More (Baby I’ma Do Right)»                 | 3LW                                        | Карлос принимает ванну.                                     |

### Сезон 2
| Эпизод                                  | Песня                           | Исполнитель/Композитор  | Сцена                                                           |
| --------------------------------------- | ------------------------------- | ----------------------- | --------------------------------------------------------------- |
| 2x03 You’ll Never Get Away From Me      | «This Little Light Of Mine»     | Андреа Боуэн            | Сьюзан и Иди спорят, кто будет аккомпанировать Джули.           |
| 2x05 They Asked Me Why I Believe In You | «Boom Boom»                     | Мэйси Грэй              | Линетт с начальницей в баре.                                    |
| 2x05 They Asked Me Why I Believe In You | «Band Of Gold»                  | Энна Налик              | Линетт с начальницей в баре.                                    |
| 2x05 They Asked Me Why I Believe In You | «Boogie Shoes»                  | KC & The Sunshine Band  | Линетт прихорашивается в туалете бара.                          |
| 2x09 That’s Good, That’s Bad            | «Don’t Give Up On Us»           | David Soul              | Джордж поёт песню под окнами Бри.                               |
| 2x11 One More Kiss                      | «Rhinestone Cowboy»             | Глен Кэмпбелл           | Иди разговаривает с детективом Монро.                           |
| 2x11 One More Kiss                      | «Peter Gunn Theme»              | Генри Манчини           | Играет на мобильном детектива Монро.                            |
| 2x11 One More Kiss                      |                                 | Играет в боулинг-клубе. |                                                                 |
| 2x14 Silly People                       | «What’s Love Got To Do With It» | Тина Тёрнер             | Сьюзан чуть не выходит замуж.                                   |
| 2x15 Thank You So Much                  | «Per Me Ora Fatale»             | Джузеппе Верди          | Бри в итальянском ресторане.                                    |
| 2x15 Thank You So Much                  | «Ah, Sì Ben Mio»                | Джузеппе Верди          | Бри в итальянском ресторане.                                    |
| 2x15 Thank You So Much                  | «My Funny Valentine»            | Rodgers & Hart          | Иди думает, что Карл сделает ей предложение.                    |
| 2x18 Everybody Says Don’t               | «Don’t Cha»                     | Pussycat Dolls          | Габи спорит с матерью своего будущего ребёнка в стриптиз-клубе. |
| 2x18 Everybody Says Don’t               | «Stone Free»                    | Джими Хендрикс          | Бри идёт в местный паб и просит выпить.                         |
| 2x18 Everybody Says Don’t               | «Give A Little Bit»             | Supertramp              | Пьяная Бри спасена своим новым парнем.                          |
| 2x19 Don’t Look At Me                   | «You Are So Beautiful»          | Ken Weiler              | Разговор Карла и Сьюзан.                                        |
| 2x19 Don’t Look At Me                   | «Hava Nagila» (Rock Version)    | Авраам Идельсон         | Карл прослушивает группу для вечеринки.                         |

### Сезон 3
| Эпизод                                 | Песня                      | Исполнитель                                              | Сцена                                                              |
| -------------------------------------- | -------------------------- | -------------------------------------------------------- | ------------------------------------------------------------------ |
| 3x02 It Takes Two                      | «Our Love Is Here To Stay» | Джордж Гершвин и Айра Гершвин                            | Бри и Орсон танцуют.                                               |
| 3x02 It Takes Two                      | «Bridal March»             | Рихард Вагнер                                            | Бри идёт к алтарю.                                                 |
| 3x02 It Takes Two                      | «Shut Up»                  | E.N.D.                                                   | Остин слушает музыку, пока чинит мотоцикл.                         |
| 3x03 A Weekend In The Country          | «Soul Eyes»                | Stan Getz                                                | Разговор Сьюзан и Йена на диване.                                  |
| 3x03 A Weekend In The Country          | «My Buddy»                 | Walter Donaldson и Gus Kahn                              | Сюзан слышит, как Йен играет на рояле.                             |
| 3x03 A Weekend In The Country          |                            | Играет во время разговора Джули и Остина на пороге дома. |                                                                    |
| 3x03 A Weekend In The Country          | «Proud Mary»               | Creedence Clearwater Revival                             | Играет в машине Линетт, когда она замечает Нору у дороги.          |
| 3x04 Like It Was                       | «Non, Je Ne Regrette Rien» | Эдит Пиаф                                                | Сьюзан и Йен в постели.                                            |
| 3x05 Nice She Ain’t                    | «Car Wash»                 | Rose Royce                                               | Сьюзан пытается напомнить Майку об их свидании в рыбном ресторане. |
| 3x08 Children & Art                    | «Sleigh Ride»              | Лерой Андерсон                                           | Звучит после разговора Бри и Орсона о его матери.                  |
| 3x08 Children & Art                    | «Jingle Bells»             | Джеймс Лорд Пирпонт                                      | Бри готовит рождественские поздравления.                           |
| 3x09 Beautiful Girls                   | «Catwalk»                  | Lindsay Tomasic                                          | Габи учит девочек ходить по подиуму.                               |
| 3x13 Come Play Wiz Me                  | «Let’s Misbehave»          | Cole Porter                                              | Альма раздевает Орсона.                                            |
| 3x15 The Little Things You Do Together | «That’s Amore»             | Дин Мартин                                               | Играет на открытии пиццерии.                                       |
| 3x18 Liaisons                          | «Good Lovin'»              | The Grateful Dead                                        | Виктор и Габи занимаются сексом в лимузине.                        |
| 3x21 Into The Woods                    | «Someone To Watch Over Me» | Джордж Гершвин и Айра Гершвин                            | Танец Габи и Виктора.                                              |

### Сезон 4
| Эпизод                                 | Песня                             | Исполнитель/Композитор | Сцена                                                |
| -------------------------------------- | --------------------------------- | ---------------------- | ---------------------------------------------------- |
| 4x02 Smiles Of A Summer Night          | «Forty and Above»                 | Ladykillers            | Сьюзан принимают за стриптизёршу.                    |
| 4x02 Smiles Of A Summer Night          | «Another Night»                   | Ladykillers            | Сьюзан пытается уговорить Джули уйти с вечеринки.    |
| 4x04 If There’s Anything I Can’t Stand | «Suite No. 1 In G Major, Prelude» | Иоганн Бах             | Тётя Лили умирает, не успев рассказать Дилан правду. |
| 4x06 Now I Know, Don’t Be Scared       | «Dead Man’s Party»                | Oingo Boingo           | Боб и Ли устраивают вечеринку в честь Хэллоуина.     |

### Сезон 5
| Эпизод                                             | Песня                         | Исполнитель       | Сцена                                           |
| -------------------------------------------------- | ----------------------------- | ----------------- | ----------------------------------------------- |
| 5x01 You’re Gonna Love Tomorrow                    | «I Wanna Be Your Boyfriend»   | The Ramones       | Джексон поёт под караоке.                       |
| 5x01 You’re Gonna Love Tomorrow                    | «Break On Through»            | The Doors         | Орсон поёт.                                     |
| 5x03 Kids Ain’t Like Everybody Else                | «Smoke On The Water»          | Deep Purple       | Том и Дэйв репетируют в гараже.                 |
| 5x08 City On Fire                                  | «In A Cave»                   | Tokyo Police Club | Молодая группа выступает в начале серии.        |
| 5x08 City On Fire                                  | «Mustang Sally»               | Wilson Pickett    | Мужчины с Вистерия-Лейн выступают в клубе.      |
| 5x11 Home Is The Place                             | «Nessun Dorma» From Turandot» | Джакомо Пуччини   | Ли слушает оперу, когда к нему приходит Сьюзан. |
| 5x19 Look Into Their Eyes & You See What They Know | «I Know What Boys Like»       | Shampoo           | Иди и Габи соревнуются в клубе.                 |

### Сезон 6
| Эпизод                               | Песня                                                           | Исполнитель                                     | Сцена                                                                |
| ------------------------------------ | --------------------------------------------------------------- | ----------------------------------------------- | -------------------------------------------------------------------- |
| 6x01 Nice Is Different Than Good     | «You Spin Me Round (Like A Record)» (Sugar Pumpers Radio Remix) | Dead or Alive                                   | Габи ищет Анну в ночном клубе.                                       |
| 6x03 Never Judge A Lady By Her Lover | «The Ballad Of Millicent Marmer»                                | The Muddy Reds                                  | Дэнни чинит машину друга.                                            |
| 6x03 Never Judge A Lady By Her Lover | «Lady Is A Tramp»                                               | Группа в кадре (из репертуара Rosemary Clooney) | Группа играет в ресторане, пока Орсон танцует с подругой Карла.      |
| 6x08 The Coffe Cup                   | «Madame Butterfly»                                              | Джакомо Пуччини                                 | Бри возвращается домой.                                              |
| 6x10 Boom Crunch                     | «Silent Night»                                                  | Традиционная                                    | Поёт хор женщин с Вистерия-Лейн.                                     |
| 6x14 The Glamorous Life              | «Warbonnets & Wingsuits»                                        | The Muddy Reds                                  | Энджи и Габи ждут, пока Анна спустится — доносится из комнаты Дэнни. |
| 6x14 The Glamorous Life              | «(I Love You) For Sentimental Reasons»                          | Нэт Кинг Коул                                   | Пара танцует на юбилее свадьбы.                                      |
| 6x15 Lovely                          | «The Nutcracker, Coffee (Arabian Dance)»                        | Пётр Ильич Чайковский                           | Бри пытается соблазнить Орсона.                                      |
| 6x20 Epiphany                        | «All I Wanna Do»                                                | Шерил Кроу                                      | Играет в баре, куда приходит Мэри Элис, чтобы увести Барбару.        |

### Сезон 7
| Эпизод                       | Песня                     | Исполнитель            | Сцена                                         |
| ---------------------------- | ------------------------- | ---------------------- | --------------------------------------------- |
| 7x02 You Must Meet My Wife   | «Love On The Run»         | Brokedown Cadillac     | Бри приходит в бар, чтобы поговорить с Китом. |
| 7x03 Truly Content           | «Vision Is Clear»         | Pierluigi Ferrantini   | Кит собирается уезжать из клуба с Рене.       |
| 7x05 Let Me Entertain You    | «Start All Over Again»    | Дэйв Коз и Дана Гловер | Поёт домохозяйка в клубе, в начале эпизода.   |
| 7x09 Pleasant Little Kingdom | «One Less Bell To Answer» | 5th Dimension          | Сьюзан приносит письмо Рене.                  |
| 7x22 And Lots Of Security    | «Push It»                 | Jessie & The Toy Boys  | Играет в гей-баре.                            |
| 7x23 Come On Over For Dinner | «My Funny Valentine»      | Ванесса Уильямс        | Рене поёт на своей вечеринке.                 |

### Сезон 8
| Эпизод                             | Песня                              | Исполнитель          | Сцена                                               |
| ---------------------------------- | ---------------------------------- | -------------------- | --------------------------------------------------- |
| 8x02 Making The Connection         | «Finding Something To Do»          | Hellogoodbye         | Линетт звонит на вечеринку.                         |
| 8x02 Making The Connection         | «Headspace»                        | We Barbarians        | Линетт ищет Паркера.                                |
| 8x11 Who Can Say What’s True?      |                                    |                      | Рене и Бри в баре.                                  |
| 8x11 Who Can Say What’s True?      | «We Don’t Need Love Songs»         | Fitz & The Tantrums  | Рене танцует с парнем в баре.                       |
| 8x11 Who Can Say What’s True?      | «American Dream»                   | Patrick K. Ahern     | Бри разговаривает с Брэдли.                         |
| 8x12 What’s The Good Of Being Good | «Clock On The Wall»                | The Deep Drops       | Преподобный находит Бри в баре.                     |
| 8x13 Is This What You Call Love?   | «Dreaming Out Loud»                | The Deep Drops       | Бри сидит одна в баре.                              |
| 8x13 Is This What You Call Love?   | «Greener Grass»                    | Ninja Gunn           |                                                     |
| 8x13 Is This What You Call Love?   | «Concerto Grosso Op. 3 In C Major» | Francesco Manfredini |                                                     |
| 8x17 Women & Death                 | «Amazing Grace»                    | Ванесса Уильямс      | Рене поёт на похоронах Майка.                       |
| 8x18 Any Moment                    | «Vision Is Clear»                  | Pierluigi Ferrantini | Играет на вечеринке Эндрю.                          |
| 8x18 Any Moment                    | «Harder & Faster (Nadi Remix)»     | Winston Giles        | Играет на вечеринке после разговора Бри и Мэри Бет. |
| 8x23 Finishing The Hat             | «Wonderful, Wonderful»             | Johnny Mathis        | Смерть Карен МакЛаски.                              |

## Музыка из промороликов
В общих рекламных роликах каждого сезона использовались песни популярных исполнителей:
- Сезон 1: «Que Sera» в исполнении Pink Martini (для Channel 4) и «Come on Closer» в исполнении Jem («Everyone has a little dirty laundry…»).
- Сезон 2: «Juicy» в исполнении Better Than Ezra («Temptations.»)
- Сезон 3: «You Really Got Me» в исполнении Jerry Brunskill («Right now!»); «Right Now» в исполнении The Pussycat Dolls.
- Сезон 4: «Mile In These Shoes» в исполнении Дженнифер Лопес («It’s a hell of a day in the neighborhood!»); «Wanna Be Startin' Somethin'» в исполнении Майкла Джексона.
- Сезон 5: «Fever» в исполнении Мадонны («Even jucier…»).
- Сезон 6: «She-Wolf» в исполнении Шакиры; «Leading Lady» в исполнении Jose Le Gall & Didier Heinrich; «Kiss With A Fist» в исполнении Florence & The Machine («Nice Is Different Than Good»).
- Сезон 7: «The Good, The Bad & The Ugly (Main Title)» (Композитор — Эннио Морриконе); «News For You» в исполнении Fitz & The Tantrums.
- Сезон 8:
  - Christina Aguilera — «Keeps Gettin Better»
  - Kate Miller Heidke — «Cant Shake It»
  - Julia Carin Michaels — «Let Them Stare»
  - The JaneDear Girls — «Sugar»
  - Washington — «Holy Moses»
  - Marc Lane — «I’m A Bad Gir»
  - Rachel Barror — «Liar, Liar»
  - Kat Deluna feat. Lil Wayne — «Unstoppable»
  - Ida Maria — «Bad Karma»
  - Julia Carin Michaels — «Life Is What You Make It»
  - Rachel Rabin — «Goodbye»
  - Queen — «Another One Bites The Dust»